# Brahmanavadasagadde, Sorab
Brahmanavadasagadde là một làng thuộc tehsil Sorab, huyện Shimoga, bang Karnataka, Ấn Độ.